# Sebastian Herrera
Sebastián Esteban Herrera Kratzborn (* 1. November 1997 in Vitacura) ist ein chilenisch-deutscher Basketballspieler. Der Flügelspieler misst 1,93 Meter und spielt gegenwärtig bei Paris Basketball.

## Spielerlaufbahn
Herrera wuchs in Chile auf und begann seine Basketballkarriere in der Jugendabteilung des Vereins CD Universidad Católica de Chile. Er schaffte den Sprung in die Herrenmannschaft des Klubs und spielte während der Saison 2013/14 erstmals in der höchsten chilenischen Staffel, der Liga Nacional. Er weckte im Frühjahr 2014 beim Albert-Schweitzer-Turnier das Interesse des Talentspähers des Bundesligisten TBB Trier und nahm das Angebot des Vereins an, zur Saison 2014/15 nach Trier zu wechseln. Herrera verstärkte die zweite Trierer Herrenmannschaft in der Regionalliga und die U19-Mannschaft in der Nachwuchs-Basketball-Bundesliga.
Nach Insolvenz und Rückzug des TBB blieb Herrera in Trier und schaffte den Sprung in den Kader des TBB-Nachfolgevereins Gladiators Trier, der ab der Saison 2015/16 am Spielbetrieb der 2. Bundesliga ProA teilnahm. Er verbuchte im Laufe seiner ersten ProA-Saison 29 Einsätze in der zweithöchsten deutschen Spielklasse und erzielte Mittelwerte von 4,9 Punkten sowie zwei Rebounds pro Begegnung. Zudem sammelte er zusätzlich Spielpraxis in Triers zweiter Mannschaft in der Regionalliga.
Im Juni 2017 verließ er Trier und wechselte innerhalb der zweiten Liga zu den Crailsheim Merlins. Mit den Hohenlohern wurde er im Mai 2018 Vizemeister der zweithöchsten deutschen Spielklasse, was zugleich den Aufstieg in die Bundesliga bedeutete. Herrera kam auf dem Weg zu diesem Erfolg in 38 Punktspielen der Saison 2017/18 zum Einsatz und erzielte im Durchschnitt 8,1 Punkte. Am ersten Spieltag der Saison 2018/19 gab Herrera für Crailsheim seinen Einstand in der Bundesliga, als er gegen Bremerhaven fünf Punkte erzielte. Er bestritt 2018/19 insgesamt 33 Bundesliga-Spiele für Crailsheim, erzielte im Mittel 4,5 Punkte je Begegnung und erreichte mit der Mannschaft am letzten Spieltag den Klassenerhalt. Neben seiner Profilaufbahn begann er ein Studium im Fach Medien- und Kommunikationsmanagement.
Nachdem er in der Saison 2019/20 mit einem Punkteschnitt von 14,4 pro Bundesliga-Spiel überzeugt hatte, wechselte er in der Sommerpause 2020 innerhalb der Liga nach Oldenburg. 2022 ging er zu den Telekom Baskets Bonn, um dort wie zu seiner Crailsheimer Zeit unter Trainer Tuomas Iisalo zu spielen. Im Mai 2023 gewann er mit Bonn den europäischen Vereinswettbewerb Champions League, in der deutschen Meisterschaft erreichte man die Endspiele, in denen man im Juni 2023 1:3 gegen Ulm verlor. Herrera war im Verlauf des Bundesligaspieljahres 2022/23 mit 10 Punkten im Durchschnitt Bonns bester Korbschütze mit deutscher Staatsbürgerschaft.
Gemeinsam mit Trainer Iisalo und mehreren Spielern wechselte er im Sommer 2023 zu Paris Basketball. Herrera gewann mit der Mannschaft im Februar 2024 den französischen Ligapokal Leaders Cup sowie im April 2024 den europäischen Wettbewerb EuroCup. Er wurde mit Paris 2024 ebenfalls Zweiter der französischen Meisterschaft. Ende April 2025 gewann er den französischen Pokalwettbewerb und im Juni desselben Jahres die französische Meisterschaft.
Im Juli 2025 verlängerte er seinen Vertrag mit Paris bis zum Ende der Saison 2026/27.

## Nationalmannschaft
Mit Chiles U16-Nationalmannschaft nahm er 2013 an der Amerikameisterschaft teil und mit der U18 des Landes ein Jahr später am Albert-Schweitzer-Turnier in Deutschland. 2016 wurde Herrera erstmals in die chilenische A-Nationalmannschaft berufen und nahm mit ihr im selben Jahr an der Südamerikameisterschaft in Venezuela teil.

## Erfolge und Auszeichnungen
- Champions-League-Sieger: 2023
- EuroCup-Sieger: 2024
- Sieger französischer Ligapokal: 2024
- Sieger französischer Pokalwettbewerb: 2025
- Französischer Meister: 2025

## Persönliches
Herrera ist der Sohn einer Deutschen aus München und eines Chilenen, der in der ersten chilenischen Basketballliga spielte.